# Mollinedia argyrogyna
Mollinedia argyrogyna är en tvåhjärtbladig växtart som beskrevs av Janet Russell Perkins. Mollinedia argyrogyna ingår i släktet Mollinedia och familjen Monimiaceae. Inga underarter finns listade i Catalogue of Life.